# كوري برادفورد
كوري برادفورد (بالإنجليزية: Cory Bradford)‏ مواليد 4 ديسمبر 1978 في ممفيس، هو لاعب كرة سلة أمريكي سابق. حمل الرقم 13. يبلغ طوله 6 قدم 3 بوصة (1.9 م). حقق المركز الأول في الألعاب الجامعية الصيفية 1999.

## الميداليات
| الميدالية | المسابقة                      |
| --------- | ----------------------------- |
| ذهبية     | الألعاب الجامعية الصيفية 1999 |

## روابط خارجية
- كوري برادفورد على موقع كرة السلة الأوروبية.كوم (الإنجليزية)
- كوري برادفورد على موقع كلية كرة السلة في سبورتس رفرنس.كوم (الإنجليزية)
- كوري برادفورد على موقع ريلجم (الإنجليزية)
- كوري برادفورد على موقع بروبوليرز (الإنجليزية)
- كوري برادفورد على موقع سبورتس رفرنس (الإنجليزية)